# Maj-Britt Wallhorn
Maj-Britt Elisabet Wallhorn, född Backlund 8 november 1926 i Skellefteå, död 25 augusti 2017 i Sankt Matteus distrikt i Stockholm, var en svensk politiker (kristdemokrat). Hon var ordinarie riksdagsledamot 1998–1999, invald för Malmö kommuns valkrets.
I riksdagen var hon suppleant i socialutskottet. Wallhorn avsade sig sitt uppdrag som riksdagsledamot från och med 15 oktober 1999. Till ny ordinarie riksdagsledamot utsågs Magda Ayoub. Maj-Britt Wallhorn är begravd på Solna kyrkogård.